# Taševo
Taševo (izvirno srbsko Ташево) je naselje v Srbiji, ki upravno spada pod Občino Prijepolje; slednja pa je del Zlatiborskega upravnega okraja.

## Demografija
V naselju živi 1444 polnoletnih prebivalcev, pri čemer je njihova povprečna starost 32,6 let (32,0 pri moških in 33,2 pri ženskah). Naselje ima 524 gospodinjstev, pri čemer je povprečno število članov na gospodinjstvo 3,93.
Prebivalstvo je večinoma nehomogeno.
|  |

| Demografija | Demografija     | Demografija     |
| Leto        | Št. prebivalcev | Št. prebivalcev |
| ----------- | --------------- | --------------- |
|             |                 |                 |
|             |                 |                 |
|             |                 |                 |
|             |                 |                 |
| 1948        | 225             |                 |
| 1953        | 319             |                 |
| 1961        | 327             |                 |
| 1971        | 369             |                 |
| 1981        | 949             |                 |
| 1991        | 1978            | 1962            |
| 2002        | 2264            | 2061            |
|             |                 |                 |

| Etnična sestava po popisu iz leta 2002 | Etnična sestava po popisu iz leta 2002 | Etnična sestava po popisu iz leta 2002 | Etnična sestava po popisu iz leta 2002 | Etnična sestava po popisu iz leta 2002 |
| -------------------------------------- | -------------------------------------- | -------------------------------------- | -------------------------------------- | -------------------------------------- |
| Bošnjaki                               | Bošnjaki                               |                                        | 1.054                                  | 51,14%                                 |
| Srbi                                   | Srbi                                   |                                        | 771                                    | 37,40%                                 |
| Muslimani                              | Muslimani                              |                                        | 220                                    | 10,67%                                 |
| Črnogorci                              | Črnogorci                              |                                        | 1                                      | 0,04%                                  |
| Neznano                                | Neznano                                |                                        | 2                                      | 0,09%                                  |